# Paso de Pirules
Paso de Pirules är en ort i Mexiko.   Den ligger i kommunen Guanajuato och delstaten Guanajuato, i den centrala delen av landet, 280 km nordväst om huvudstaden Mexico City. Paso de Pirules ligger 1 876 meter över havet och antalet invånare är 1 189.
Terrängen runt Paso de Pirules är kuperad norrut, men söderut är den platt. Runt Paso de Pirules är det ganska tätbefolkat, med 160 invånare per kvadratkilometer. Närmaste större samhälle är Guanajuato, 8,7 km nordost om Paso de Pirules. Trakten runt Paso de Pirules består i huvudsak av gräsmarker.